# Johnny Herbert
John Paul Herbert, poznatiji kao Johnny Herbert, (Romford, London, Engleska, 25. lipnja 1964.) je britanski automobilist iz Engleske. Natjecao se u Formuli 1 gdje je ostvario tri pobjede, a uspješan je bio i u utrci 24 sata Le Mansa, koju je osvojio 1991. vozeći automobil Mazda 787B. 
Bio je veoma uspješan u utrkama nižih razina u motosportu, no nikada nije uspio postići isti uspjeh nastupima na najvišoj razini automobilizma.

## Automobilistička karijera

### Počeci i ulazak u F1
Tijekom sredine 1980-ih, za Johnnyja Herberta smatralo se da će postati veliki automobilist, kojeg se uspoređivalo sa Škotom Jimom Clarkom. Pobijedivši na natjecanju Formula Ford Festival 1986., vozeći za momčad Brands Hatch, Herbert je privukao pažnju Eddieja Jordana. Njih dvojica su 1987. zajedno osvojili britansko prvenstvo u Formuli 3.
1988. godine dogodila se teška nesreća kada je Johnny Herbert u utrci Formule 3000 teško slomio obje noge nakon strahovitog sudara s barijerama.
Vozač je prikazao veliku hrabrost vrativši se početkom 1989. u svijet automobilizma, unatoč činjenici da je teško hodao. Još nevjerojatnijom bila je činjenica da je Herbert iste godine nastupao u Formuli 1, osvojivši prve bodove na svojem debiju na Velikoj nagradi Brazila. U Formuli 1 debitirao je u momčadi Benettona, dok mu je mentor bio prijatelj Peter Collins.
Međutim, Herbert nije ostvarivao dobre rezultate u kontinuitetu. Postavljanjem novog menadžmenta u Benettonu, Herbert je izbačen iz momčadi nakon neuspjeha u kvalifikacijama za Veliku nagradu Kanade.
Johnny Herbert vraća se u Formulu 3000, ovaj puta u veoma cijenjeno japansko prvenstvo. U tom prvenstvu nije se dugo zadržao, jer je dobio ponudu F1 momčadi Tyrrella. Od 1990. do 2000. Herbert je imao sporednu ulogu u Formuli 1. Nakon Tyrella, Johnny Herbert je vozio za Lotus, kojeg je vodio njegov prijatelj Peter Collins.
U razdoblju od 1990. do 1992. natjecao se i u utrci 24 sata Le Mansa, osvojivši 1991. prvenstvo vozivši autmobil Mazda 787B. 
Tokom jedne utrke u natjecanju Fuji Long Distance, Herbert je zaustavio automobil i pomogao kolegi natjecatelju pri nesreći, te mu je zbog toga 1991. uručena sportska nagrada koji dodjeljuje automobilistički savez. Također, na spomenutom natjecanju vozio je dvije utrke s automobilom Mazda 787B te oba puta ostvario dva četvrta mjesta.

### Ligier i povratak u Benetton (1994. – 1995.)
Nakon tri frustrirajuće godine, Herbert napušta Lotus sredinom 1994. te se pridružuje momčadi Ligier, a nakon toga odlazi u Benetton za koji nastupa u nekoliko posljednjih utrka sezone. Iako je 1994. bio neuspješan te nije osvojio niti jedan bod, Johnny Herbert je zadržan u Benettonu sljedeće sezone. 1995. klupski kolega bio mu je Michael Schumacher. Na Velikoj nagradi Velike Britanije, ostvario je veliku popularnost, nakon što se Michael Schumacher sudario s Damonom Hillom. Slične okolnosti dogodile su se i u Monzi, a Herbert je sezonu završio na 4. mjestu.

### Sauber, Stewart i Jaguar (1996. – 2000.)
Nakon karijere u Benettonu, Herbert nastupa za švicarsku momčad Sauber od 1996. do 1998. U tom razdoblju ostvario je dva podija. 1999. prelazi u Stewart gdje je mlađi timski kolega Rubens Barrichello bio bolji od njega. Međutim, Herbert osvaja svoju treću i posljednju pobjedu na Velikoj nagradi Europe na mokro-suhoj stazi.
Ostao je u momčadi nakon što ju je kupio Ford te je postala Jaguar. Posljednja sezona vozaču je bila frustrirajuća i veoma loša. Također, na Velikoj nagradi Malezije, vozač je pretrpio teški sudar nakon što mu je otkazao prijenos na bolidu.
Završetkom sezone 2000., Johnny Herbert je prekinuo svoju vozačku karijeru u Formuli 1. Svoju posljednju sezonu završio je na 17. mjestu bez ijednog osvojenog boda. U sezoni je 8 puta prekidao utrke, a najbolji rezultati bili su dva sedma mjesta na Velikim nagradama Austrije i Japana.

### Karijera nakon Formule 1
Nakon umirovljenja iz aktivne vožnje u utrkama F1, Herbert se usredotočio na sportske automobile, nastojavši ponoviti svoj rezultat iz utrke u Le Mansu koji je ostvario 1991. Posljednjih nekoliko godina jedan je od vozača Američke Le Mans serije, gdje je pobijedio u nekoliko utrka te se 2003. borio za naslov prvaka.
2004. Herbert i Jamie Davies osvojili su prvenstvo Le Mans serije, gdje su vozeći Audi R8, pobijedili na utrkama u Monzi i Spa-Francorchamps.
2005. F1 momčad Jordan imenovala ga je direktorom za sportske odnose. Momčad je u sezoni 2006. preimenovana u Midland F1. Međutim u rujnu iste godine, tvrtka Spyker kupuje Midland, te je momčad ponovo preimenovana, ovaj put u Spyker F1. Također, novi vlasnici donijeli su odluku kojom Herbertu nije produljen ugovor.
2007. Herbert se ponovo natječe u utrci 24 sata Le Mansa. Kao član Aston Martin momčadi, vozio je Aston Martin DBR9 u klasi GT1. Herbert te momčadski kolege vozači, Peter Kox i Tomáš Enge vozili su automobile s brojem 007, kao aludaciju na Jamesa Bonda. Momčad je završila na ukupnom 9. mjestu, te 4. mjestu u GT1 klasi.
2008. Johnny Herbert osvaja prvu sezonu prvenstva Speedcar serije.
U momčadi Team Dynamics, Herbert je 2009. debitirao na Britanskom prvenstvu tuniranih automobila. Vozio je Hondu Civic na stazi u Silverstoneu. U prvoj utrci završio je na 13., a u drugoj na 8. mjestu osvojivši tako tri boda. U posljednjoj i odlučujućoj utrci Herbert je utrku započeo na drugom mjestu. Tokom utrke, dugo je držao 4. mjesto, ali je bio prisiljen odustati u 13. krugu, nakon sudara s Jasonom Platom.

## Trkački rezultati

### Rezultati u Formuli 1
(legenda) 
| Godina                   | Momčad                      | Šasija        | Motor           | 1         | 2         | 3         | 4         | 5         | 6         | 7         | 8         | 9         | 10        | 11        | 12        | 13        | 14        | 15        | 16        | 17        | Uk. mjesto | Uk. bodova |
| ------------------------ | --------------------------- | ------------- | --------------- | --------- | --------- | --------- | --------- | --------- | --------- | --------- | --------- | --------- | --------- | --------- | --------- | --------- | --------- | --------- | --------- | --------- | ---------- | ---------- |
| Formula 1 – sezona 1989. | Benetton Formula            | Benetton B188 | Ford V8         | BRA 4     | SMR 11    | MON 14    | MEX 15    | SAD 5     | KAN DNQ   | FRA       | VB        | NJE       | MAĐ       |           |           |           |           |           |           |           | 14.        | 5          |
| Formula 1 – sezona 1989. | Tyrrell Racing              | Tyrrell 018   | Ford V8         |           |           |           |           |           |           |           |           |           |           | BEL Odus. | ITA       | POR DNQ   | ŠPA       | JAP       | AUS       |           | 14.        | 5          |
| Formula 1 – sezona 1990. | Camel Team Lotus            | Lotus 102     | Lamborghini V12 | SAD       | BRA       | SMR       | MON       | KAN       | MEX       | FRA       | VB        | NJE       | MAĐ       | BEL       | ITA       | POR       | ŠPA       | JAP Odus. | AUS Odus. |           | NC         | 0          |
| Formula 1 – sezona 1991. | Team Lotus                  | Lotus 102B    | Judd V8         | SAD       | BRA       | SMR       | MON       | KAN DNQ   | MEX 10    | FRA 10    | VB 14     | NJE       | MAĐ       | BEL 7     | ITA       | POR Odus. | ŠPA       | JAP Odus. | AUS 11    |           | NC         | 0          |
| Formula 1 – sezona 1992. | Team Lotus                  | Lotus 102D    | Ford V8         | JAR 6     | MEX 7     | BRA Odus. | ŠPA Odus. |           |           |           |           |           |           |           |           |           |           |           |           |           | 15.        | 2          |
| Formula 1 – sezona 1992. | Team Lotus                  | Lotus 107     | Ford V8         |           |           |           |           | SMR Odus. | MON Odus. | KAN Odus. | FRA 6     | VB Odus.  | NJE Odus. | MAĐ Odus. | BEL 13    | ITA Odus. | POR Odus. | JAP Odus. | AUS 13    |           | 15.        | 2          |
| Formula 1 – sezona 1993. | Team Lotus                  | Lotus 107B    | Ford V8         | JAR Odus. | BRA 4     | EUR 4     | SMR 8     | ŠPA Odus. | MON Odus. | KAN 10    | FRA Odus. | VB 4      | NJE 10    | MAĐ Odus. | BEL 5     | ITA Odus. | POR Odus. | JAP 11    | AUS Odus. |           | 9.         | 11         |
| Formula 1 – sezona 1994. | Team Lotus                  | Lotus 107C    | Mugen-Honda V10 | BRA 7     | PAC 7     | SMR 10    | MON Odus. |           |           |           |           |           |           |           |           |           |           |           |           |           | NC         | 0          |
| Formula 1 – sezona 1994. | Team Lotus                  | Lotus 109     | Mugen-Honda V10 |           |           |           |           | ŠPA Odus. | KAN 8     | FRA 7     | VB 11     | NJE Odus. | MAĐ Odus. | BEL 12    | ITA Odus. | POR 13    |           |           |           |           | NC         | 0          |
| Formula 1 – sezona 1994. | Ligier Gitanes Blondes      | Ligier JS39B  | Renault V10     |           |           |           |           |           |           |           |           |           |           |           |           |           | EUR 8     |           |           |           | NC         | 0          |
| Formula 1 – sezona 1994. | Mild Seven Benetton Ford    | Benetton B194 | Ford V8         |           |           |           |           |           |           |           |           |           |           |           |           |           |           | JAP Odus. | AUS Odus. |           | NC         | 0          |
| Formula 1 – sezona 1995. | Mild Seven Benetton Renault | Benetton B195 | Renault V10     | BRA Odus. | ARG 4     | SMR 7     | ŠPA 2     | MON 4     | KAN Odus. | FRA Odus. | VB 1      | NJE 4     | MAĐ 4     | BEL 7     | ITA 1     | POR 7     | EUR 5     | PAC 6     | JAP 3     | AUS Odus. | 4.         | 45         |
| Formula 1 – sezona 1996. | Red Bull Sauber Ford        | Sauber C15    | Ford V8         | AUS Odus. | BRA Odus. | ARG 9     | EUR 7     | SMR Odus. | MON 3     | ŠPA Odus. | KAN 7     | FRA DSQ   | VB 9      | NJE Odus. | MAĐ Odus. | BEL Odus. | ITA 9     | POR 8     | JAP 10    |           | 14.        | 4          |
| Formula 1 – sezona 1997. | Red Bull Sauber Petronas    | Sauber C16    | Petronas V10    | AUS Odus. | BRA 7     | ARG 4     | SMR Odus. | MON Odus. | ŠPA 5     | KAN 5     | FRA 8     | VB Odus.  | NJE Odus. | MAĐ 3     | BEL 4     | ITA Odus. | AUT 8     | LUX 7     | JAP 6     | EUR 8     | 10.        | 15         |
| Formula 1 – sezona 1998. | Red Bull Sauber Petronas    | Sauber C17    | Petronas V10    | AUS 6     | BRA 11    | ARG Odus. | SMR Odus. | ŠPA 7     | MON 7     | KAN Odus. | FRA 8     | VB Odus.  | AUT 8     | NJE Odus. | MAĐ 10    | BEL Odus. | ITA Odus. | LUX Odus. | JAP 10    |           | 15.        | 1          |
| Formula 1 – sezona 1999. | Stewart Ford                | Stewart SF3   | Ford V10        | AUS DNS   | BRA Odus. | SMR 10    | MON Odus. | ŠPA Odus. | KAN 5     | FRA Odus. | VB 12     | AUT 14    | NJE 11    | MAĐ 11    | BEL Odus. | ITA Odus. | EUR 1     | MAL 4     | JAP 7     |           | 8.         | 15         |
| Formula 1 – sezona 2000. | Jaguar Racing               | Jaguar R1     | Ford V10        | AUS Odus. | BRA Odus. | SMR 10    | VB 12     | ŠPA 13    | EUR 11    | MON 9     | KAN Odus. | FRA Odus. | AUT 7     | NJE Odus. | MAĐ Odus. | BEL 8     | ITA Odus. | SAD 11    | JAP 7     | MAL Odus. | 17.        | 0          |

## Vanjske poveznice
- Službena web stranica Johnnyja Herberta
- Herbertova natjecateljska statistika